# 武村貴世子
武村貴世子（たけむら きよこ、1973年12月31日 - ）は、日本のラジオパーソナリティ。
東京都新宿区出身。身長163cm。血液型O型。

## 来歴
- 1995年、大学在学中に、FM-FUJI「SUNSET CALLING」に出演。
- 1997年、FM802のDJオーディションに合格し、「FUNKY JAMS 802」のDJを担当。 フリーのラジオDJとして活動している。
- 2014年、一般社団法人練馬放送コミュニティFM開局推進アンバサダーに就任。

## 人物
- ラジオ番組のDJとしてだけでなく、司会、ナレーション、ライターとしても活動。
- エンターテイメントを中心に情報収集に余念がなく、特にライブへは頻繁に足を運ぶ。
- 趣味は映画、旅行、読書。映画は年間100本以上鑑賞している。
- 国連難民高等弁務官事務所（UNHCR）を通しての難民支援を中心に、東日本大震災被災地支援、エイズ孤児支援など、社会貢献活動、国際協力にも積極的に取り組んでいる。
- 国連UNHCR協会 協力委員に2012年4月から就任。
- 国連UNHCR協会 広報委員に2013年9月から就任。
- 国連UNHCR協会 国連難民サポーターに2022年4月から就任。
- 好きな人物はアンジェリーナ・ジョリー。
- インタビューをして最も感銘を受けた人物は矢沢永吉。
- 朗読と音楽のコラボレーションライブを行っている。
- 特技はタロット・リーディング。

## 現在の担当番組
- 練馬放送「Voice of Heart」毎週土曜14:00（リピート放送：毎週土曜21:00/毎週月曜14:00/毎週火曜水曜9:30/毎週木曜金曜19:00）

## 過去の担当番組
FM802
- FUNKY JAMS 802（1997年10月 - 1998年9月）

Fm yokohama
- THE RANKING（1999年10月 - 2002年3月）
- MUSIC DELI（2002年1月 - 2002年3月）
- DAYLIGHT SPLASH（2002年2月、2002年11月、2003年7月、2003年11月、2005年2月）-ピンチヒッター
- MORNING STEPS FRIDAY（2002年4月 - 2004年3月）

FM-FUJI
- SUNSET CALLING（1995年4月 - 1995年9月）
- NIGHT WALKERS（2004年4月 - 2008年3月）
- ROAD TO 2005 featuring GLAY!（2004年12月31日 - 2005年1月1日）-レポーター
- CYBER METAL CITY FULL METAL MIX 100回記念スペシャル in 富士急ハイランド（2005年8月26日）
- MISATO SPECIAL!!（2006年7月21日）
- SUPER TODAY FUJI（2008年4月 - 2010年3月）
- FM-FUJI 20th ANNIVERSARY GLOVAL HOUSE PRESENTS ECO MEETS THE SMILE（2009年2月8日）-メインMC
- 音旅 -ototabi-（2010年7月 - 2011年6月）
- FM-FUJI ARTIST SPECIAL “NIGHTMARE”（2011年11月26日）
- 25th ANNIVERSARY FM-FUJI presents “VAMPS LIVE2013” 「BEAST PATY」（2013年8月10日）
- FM-FUJI “ROCK IN BOOTS” special Project Shangri-la featuring Acid Black Cherry（2013年10月19日）
- DIAURAのDictatorial Radio（2013年8月 - 2014年3月）
- ROCK IN BOOTS（2010年4月 - 2014年3月）[1]
- FM-FUJI 震災特別番組 学校訪問「10代ラジオ」（2015年3月21日）
- FM-FUJI 戦後70年特別番組「THINK OF TOMORROW」（2015年8月16日）
- FM-FUJI 年末特別番組「THINK OF TOMORROW 2015年を振り返って」（2015年12月31日）
- グラミー大予想NEO（2016年2月9日）
- FM-FUJI「LIKE TOUR IN Cambodia」（2016年3月13日）
- FM-FUJI「LIKE TOUR IN ヨルダン」（2016年7月3日）

NACK5
- BEAT SHUFFLE〜NEW YEAR EDITION〜（1999年1月1日）

USEN
- J-POP Music File（2002年11月 - 2008年3月）
- USEN MUSIC FILE J-POP SIDE（2008年4月 - 2012年3月）
- ZOOM!〜アーティスト&トークスペシャル〜 ゲスト:ストレイテナー（2005年、2006年）、玉木宏（2006年）、MINMI（2006年）

その他
- NEC Presents ザ・スーパースター（FM愛媛）（1997年4月 - 1998年3月）
- NEXT BREAKERers（FM愛媛 他）（1997年11月 - 2004年9月）
- B'z The Radio Best“Sure!”（FM FUKUOKA　他10局）（1999年1月）
- GIRL HOOD MILLENIUM（福井放送、高知放送）（2000年1月）
- BSJ-POP471!（BSJ-471ch）（2000年12月 - 2002年12月）
- スティーブ・バラカット 〜LOVE AFFAIR〜（BSJ-471ch）（2001年1月）
- 岩手×横浜　復興の浜灯り（WALLOP）（2014年1月、2月）

## 国際活動や人道支援への協力
- 国連難民高等弁務官事務所駐日事務所主催『世界難民の日』シンポジウム司会（2007年、2008年、2009年）
- 国連難民高等弁務官事務所駐日事務所主催『1951年難民の地位に関する条約採択60周年及び日本の難民条約加入30周年記念シンポジウム　明日へのチカラ、どうする日本』全体司会（2011年）
- 外務省主催『アフリカ支援への多様な視点』ナビゲーター（2009年）
- 国連ミレニアムキャンペーンの世界同時開催イベント『STAND UP SPEAK OUT』司会（2007年）
- エイズ孤児支援NGO・PLAS主催イベント司会（2008年、2009年、2010年、2011年、2012年、2013年、2014年、2015年、2016年、2018年）
- グローバルフェスタJAPAN2011『緊急レポート：アフリカの角は今』司会（2011年）
- 「WHY BLUE?〜World Refugee Day Collection〜」トークショー司会（2012年）
- 「WHY BLUE?2013〜FASHION×世界難民の日〜」トークショー司会（2013年）
- ヨルダン・レバノン視察報告会「池上彰氏と考える　人ごとではないシリア問題」司会（2013年）
- One Planet Festival x TOKYO UNHCR支援トークイベント SUGIZO×武村貴世子（2013年）
- 「世界難民の日：映像と写真で見る家族の物語」トークイベント司会（2014年）
- J-WAVE LOHAS TALK　国連UNHCR協会広報委員として出演（2014年）
- 「世界に触れる！～なでしこリーグオールスター2014出場選手と一緒に難民問題を学ぼう～」司会（2014年）
- ネパール緊急支援イベント「HUMANITY FIRST PROJECT」モデレーター（2015年）
- 「Mero Sathi Project 報告会〜多文化交流で大切なこと〜」司会（2016年）
- ヨルダン・シリア難民キャンプ訪問トークイベント「SUGIZO×佐藤慧」司会（2016年）
- 「シリア支援団体サダーカが伝えるシリア人難民の今～ヨルダン都市部に住むシリア人と出会って見えたもの～」司会（2016年）
- 第12回国連UNHCR難民映画祭2017 司会（2017年）
- UNHCR難民映画祭2018 司会（2018年）
- UNHCR WILL2LIVE映画祭2019 司会（2019年）
- UNHCR WILL2LIVE Cinema 2021 募金つきオンラインシアター 司会（2021年） 他多数

## その他
- 映画『ONE PIECE エピソードオブアラバスタ 砂漠の王女と海賊たち』初日舞台挨拶司会（2007年3月3日）
- 映画『ONE PIECE THE MOVIE エピソードオブチョッパー+冬に咲く、奇跡の桜』初日舞台挨拶司会（2008年3月1日）
- 映画『ONE PIECE FILM STRONG WORLD』初日舞台挨拶司会（2009年12月12日）

　 大ヒット御礼舞台挨拶司会（2010年1月9日）公開記念声優トークショー司会（2009年12月、2010年1月）
- 映画 ジャンプ HEROES film『ONE PIECE 3D 麦わらチェイス』『トリコ 3D 開幕!グルメアドベンチャー!!』舞台挨拶司会（2011年3月）

- 映画 『ターザン（ディズニー作品）』初日舞台挨拶司会（1999年）
- 映画『崖の上のポニョ』ミニコンサート司会（2007年12月12日）
- 映画『ツレがうつになりまして。』制作会見司会（2011年1月）
- フジテレビジョン 映画試写会 テレビCMナレーション
- 日本バスケットボールリーグ（JBL）会場試合実況MC、選手記者会見司会（1995年 - 2013年）
- ナショナル・バスケットボール・リーグ(NBL)ナショナル・バスケットボール・デベロップメント・リーグ(NBDL) 会場試合実況MC、開幕記者会見司会（2013年 - 2015年）
- B.LEAGUE 36クラブ決起会 司会（2016年6月16日）
- B3リーグ 東京海上日動ビッグブルー ゲームMC（2016年 -2019年）
- Wリーグ 富士通レッドウェーブ ゲームMC（2016年 -2018年）
- バスケットボール女子U24 4カ国対抗2017 ゲームMC（2017年8月）
- RO69『ROCK IN JAPAN FESTIVAL 2009』フェスTV インタビュアー（2009年8月）
- ナイトメアトークイベント司会（2007年3月）
- Angelo インストアイベント司会（2008年10月、2008年11月、2009年4月、2011年10月、2012年3月、2012年7月、2012年11月、2013年11月、2014年10月、2014年12月、2015年10月）
- INORAN インストアイベント司会（2011年10月）
- INORAN 「TOUR 2015 -BEAUTIFUL NOW- TOUR FINAL at EX THEATER ROPPONGI」DVD発売記念 先行上映会 司会（2016年4月3日）
- 摩天楼オペラ ニコニコ生放送トークライブ「PHOENIX RISING」司会（2016年9月25日）
- ROCKの総合情報サイトVif PIERROT RESPECT ライター（2015年）
- ROCKの総合情報サイトVif vistlip インタビュー ライター（2017年-）
- ROCKの総合情報サイトVif 摩天楼オペラ インタビュー ライター（2021年-）
- ROCKの総合情報サイトVif nurié インタビュー ライター（2022年-）
- ウェブマガジン アパートメント  コラム連載（2015年 -）他多数